# Doxocopa vacuna
Doxocopa vacuna är en fjärilsart som beskrevs av Jean Baptiste Godart 1823. Doxocopa vacuna ingår i släktet Doxocopa och familjen praktfjärilar. Inga underarter finns listade i Catalogue of Life.